# Nicola Zabaglia
Nicola Zabaglia o Zaballi (Buda di Cascia, gennaio 1667 – Roma, 27 gennaio 1750) è stato un inventore, ingegnere e sampietrino italiano.

## Biografia
Nacque da Alessandro, capomastro di San Pietro, e Geltrude Baldini probabilmente nel gennaio del 1667, anche se il necrologio indica il 1664. Nel 1692 sposa Francesca Zaffiri che muore nel 1722. Cinque anni dopo si unisce a Francesca Ripa da Rimini e da questa unione nasceranno Geltrude e Anna.
A partire dal 1686, iniziò a lavorare alla Fabbrica di San Pietro come "manuale a giornata" passando in ruolo nel 1691. Mostrò particolare genialità nell'ideare e costruire macchine e ponteggi per i complessi lavori di edilizia che lì si svolgevano. È considerato il paradigma, una sorta di fondatore dei sampietrini. È l'elemento che fece nascere il gruppo, dando vita a nuove sperimentazioni e realizzazioni.
La formazione del gruppo dei sanpietrini risale agli inizi del XVIII secolo, quando la Fabbrica di San Pietro si trovò ad affrontare le crescenti esigenze pratiche della Basilica Vaticana. Oltre ai complessi lavori di manutenzione, la Basilica continuava ad arricchirsi di nuovi monumenti e decorazioni, richiedendo un'organizzazione più strutturata. 
Un ruolo cruciale in questa trasformazione fu giocato proprio da Nicola Zabaglia, il quale pur senza una formazione specifica - «uomo che senza saper leggere e senza maestri si è talmente avanzato nella statica e meccanica, e nell’arte di mover pesi» -introdusse innovazioni fondamentali, tra cui ingegnosi ponteggi che permettevano di lavorare in sicurezza e con maggiore efficienza. 

Le sue invenzioni e opere furono così apprezzate che vennero illustrate nel volume Castelli e Ponti di Maestro Niccola Zabaglia. Caldeggiato da Papa Clemente XI il progetto editoriale si interruppe nel 1722; venne ripreso sotto Papa Benedetto XIV e pubblicato a Roma nel 1743 e ristampato nel 1824 con numerose tavole e una dettagliata biografia a cura di Filippo Maria Renazzi, a testimonianza della sua abilità e del suo contributo all’edilizia del tempo. I commenti alle tavole furono affidati a Lelio Cosatti.

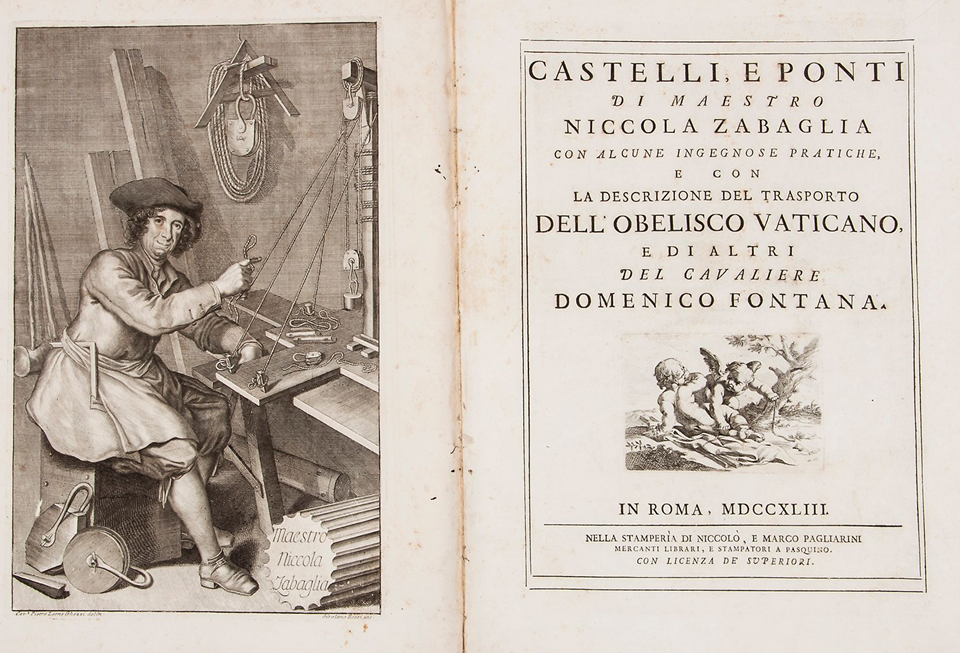
Maestro Niccola Zabaglia

Zabaglia non solo apportò miglioramenti tecnici, ma contribuì anche a creare uno spirito di corpo tra i manovali della Fabbrica, che cominciarono a sentire un forte senso di appartenenza e orgoglio per il loro lavoro nella Basilica. Questo spirito si manifestò chiaramente nel 1757, quando i manovali richiesero una divisa ufficiale che li distinguesse dai pellegrini, sancendo la loro identificazione con il titolo di sanpietrini, che indicava il loro ruolo specifico nella cura e manutenzione della Basilica.
Sotto la sua guida, i sanpietri passarono da 10 nel 1703  a 42 nel 1735.
Il forte senso di appartenenza che ha caratterizzato i sanpietrini nel corso dei secoli si è trasmesso di generazione in generazione. Un esempio emblematico di questo legame è dato dal ricordo dei sanpietrini che, nel corso delle celebrazioni, si calarono dai costoloni della cupola e dagli aggetti della facciata per accendere simultaneamente migliaia di fiaccole, mentre le campane di San Pietro risuonavano, dimostrando la loro dedizione e abilità.
Nel suo testamento datato 19 marzo 1749, Zabaglia lascia al genero Giuseppe Lori, come lui muratore, «tutti li suoi modelli da lui fatti e fatti fare per uso della sua professione», che sono andati perduti.
Nicola Zabaglia morì a Roma il 27 gennaio 1750 e fu sepolto nella Cappella di San Canuto della Chiesa di Santa Maria in Transpontina lungo l’attuale Via della Conciliazione; la sua tomba è andata perduta così come l’epigrafe che lo celebrava come «literarum plane rudis, sed ingenii acumine adeo praestans» ("totalmente privo di istruzione letteraria, ma così eccezionale per l'acume dell'ingegno").
A Zabaglia è dedicata una scuola di Arti e Mestieri del Comune di Roma e una via del Rione Testaccio a Roma.